# KZ Jägala

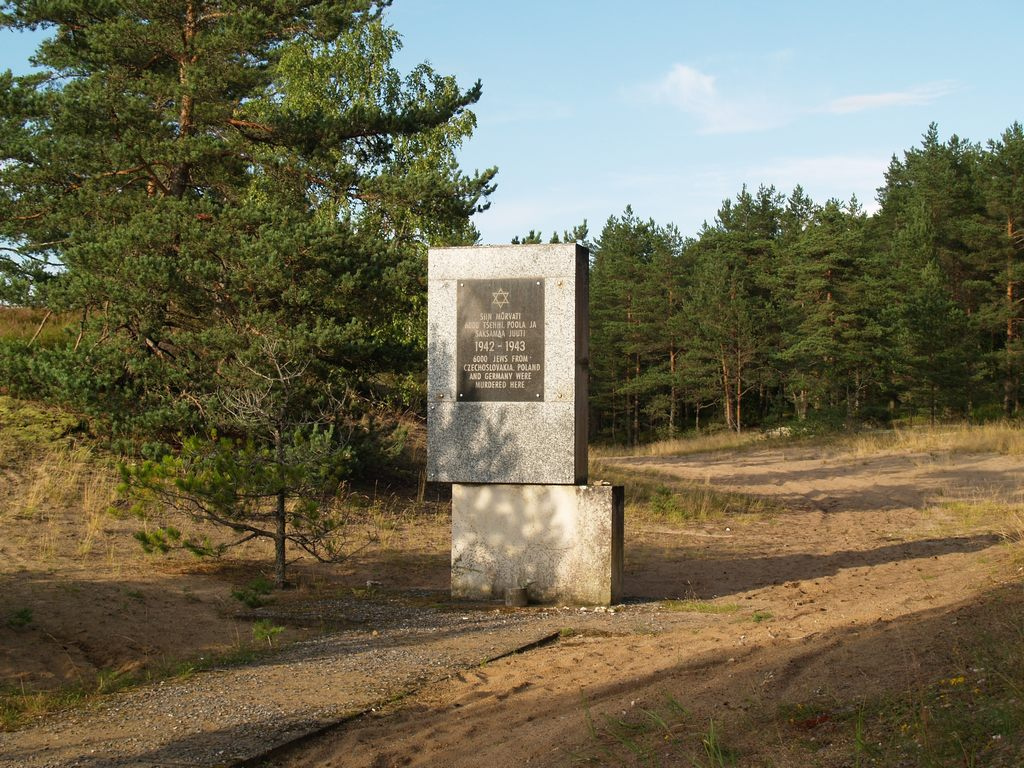
Gedenkstätte Kalevi-Liiva für die Opfer des Vernichtungslagers (1942–1943)

Das Konzentrationslager Jägala, kurz KZ Jägala, war ein Arbeitslager der Eesti Julgeolekupolitsei ja SD, d. h. der Estnischen Sicherheitspolizei und des Sicherheitsdienstes des Reichsführers SS, der während der nationalsozialistischen Besetzung Estlands zwischen 1942 und 1944 Teil des Unterdrückungsapparates der deutschen Besatzer war.

## Beschreibung
Im August 1942 wurde das Lager gegründet. Das Gelände des Lagers war eine ehemalige Artilleriestellung der estnischen Armee in der Nähe des Dorfes Jägala. Es existierte zwischen August 1942 bis August 1943. Aleksander Laak, ein Este, wurde von SS-Sturmbannführer Ain-Ervin Mere der Gruppe B der estnischen Sicherheitspolizei zum Kommandeur des Lagers ernannt. Ihm wurde Ralf Gerrets als Assistent zur Seite gestellt.
Offiziell war Jägala ein „Arbeitserziehungslager“ für Feld- und Waldarbeiter. Im Lager wurden Juden gefangengehalten, die aus anderen Ländern deportiert worden waren (unter anderem Litauen, der Tschechoslowakei, Polen und Deutschland). Ca. 3000 Juden, die nicht zur Arbeit selektiert worden waren, wurden bei ihrer Ankunft am Bahnhof Raasiku ausgesondert und bei Kalevi-Liiva direkt erschossen.
Niemals waren mehr als 200 Gefangene im Lager. Deren Lebenserwartung betrug nur mehrere Monate. Im November 1942 waren 53 Männer und 150 Frauen inhaftiert.
Die meisten Häftlinge wurden wahrscheinlich ins Zentralgefängnis von Tallinn gebracht. Der Transfer begann im Dezember 1942 und endete zwischen Juni und Juli. Im August 1943 wurde das Lager geschlossen, die noch im Lager befindlichen Gefangenen wurden erschossen.
Die meisten kranken Gefangenen wurden erschossen, während 15 Kranke nach Kalevi-Liiva gebracht wurden, wo sie erschossen wurden. Laak erschoss drei Frauen, eine davon war seine Sexsklavin. Bis September 1943 war das Lager aufgelöst. Überlebende berichteten, dass Laak regelmäßig gefangene Frauen dazu zwang, an Orgien teilzunehmen.
Die Angaben über die Anzahl der in Jägala ermordeten Menschen variieren. Untersuchungsausschüsse der Sowjets zum Holocaust gehen von einer Anzahl von 2000 bis 3000 in Jägala und Kalevi-Liiva aus.
Die Estnische Internationale Kommission für die Untersuchung von Verbrechen gegen die Menschlichkeit kam zu dem Ergebnis, dass zwischen 1941 und 1944 insgesamt ca. 8500 Juden auf dem Gebiet des heutigen Estland ermordet wurden.

## Weiteres
Aleksander Laak emigrierte nach Kanada, wo er am 6. September 1960 in Winnipeg erhängt in seiner Garage aufgefunden wurde.
Der israelische Journalist Michael Elkins geht davon aus, dass eine außerstaatliche jüdische Organisation oder der Mossad Laak zum Selbstmord gezwungen oder ihn ermordet hat.